# Heidrun Hegewald
Heidrun Hegewald (* 21. Oktober 1936 in Meißen) ist eine deutsche Malerin, Graphikerin, Zeichnerin und Autorin.

## Leben
Ihre Kindheit und Schulausbildung erlebte sie in Meißen und Dresden. Hegewald studierte ab 1955 zunächst Modegestaltung an der Ingenieurschule für Bekleidungsindustrie Berlin, danach von 1958 bis 1960 Graphik an der Kunsthochschule Berlin-Weißensee. Von 1960 bis 1971 arbeitete sie freiberuflich als Grafikerin im Bereich Illustration und Buchgestaltung. 1961 bekam sie ihren Sohn Gregor. Von 1967 bis 1993 währte ihre Mitgliedschaft im VBK der DDR. Von 1971 bis 1974 war sie Meisterschülerin bei Werner Klemke an der Akademie der Künste der DDR. Während dieser Zeit war sie auch als Gasthörerin an der Humboldt-Universität zu Berlin bei Wolfgang Heise zur Geschichte der Philosophie und Ästhetik eingeschrieben. Von 1978 bis 1988 war sie Mitglied des Zentralvorstandes und des Präsidiums des VBK der DDR sowie des Bezirksvorstandes Berlin des VBK.
Seit 1975 ist sie freiberuflich tätig als Malerin, Grafikerin und Zeichnerin, seit 1976 auch publizistisch. Sie lebt in Berlin-Karow. Nach eigenen Angaben ist ihr Anliegen eine „eingreifende Kunst“, dem „dialogischen Prinzip“ verpflichtet.

## Werk (Auswahl)
| - Chile, 11. September 1973 (1973), - Spielendes Kind (1974), - Kind und Eltern (1976), - Walzwerk und Torfbrand (1977), - Nach der Dürre (1977), - Horizont bei Ferapontowa (1977), - Schlaf (1977), - Selbstgespräch (1979), - Mutter-Verdienst-Kreuz in Holz (1979), - Kassandra sieht ein Schlangenei (1981), - Die Tanzmeister, ein Bild über die falschen Töne (1981), - Exit (1982), - Die Mutter mit dem Kinde (1983/84), - Pietà (1984), - Prometheus bemerkt das Spiel mit dem Feuer (1986), - Die Rosa (1987), - Entropie, Sisyphos im Schoß (1988/89), - Judith auf Holofernes (2005) | - Luther (Aquatinta 1984), - zu J. R. Becher: Das Gerücht I und II (Kaltnadelradierungen 1984), - zu G. Maurer: Gedanken der Liebe (Radierung 1986), - Entropie, Sisyphos im Schoß (Lithographie 1987), - Kopf eines Propheten und eine Zwangsjacke (Lithographie 1993), - zu A. Seghers: Überfahrt (Lithographien 2001), - Hexenverbrennung III. Satans Weib oder Nur aus einer Rippe gemacht (Kaltnadelradierung 1985), - Schattenspiel (Linolschnitt und -riss 1986), - – x y – (Kaltnadelradierung 1990), - Wir bringen das Kreuz (Lithographie/Kreide 1990), - Das verlorene Gesicht (Lithographie 1992), - Geteilte Schuld (Lithographie 1992), - Kassandras letzte Weissagung (Kaltnadelradierung 2006). | - Befehl und Anatomie (1976), - Irritierte Schutzengel (1980), - Bindung (1980), - Mutter, Kind II (1982,) - Drogen-Pietà – Furiosa (1990), - Am Anfang war der Schrei – Gebärende (1987), - Drogen-Pietà – Furiosa (1990), - Freiheit – das deutsche Schindluder (1991), - Falle der Einsamkeit (1991), - Biographischer Befund (2000), - Ikarus stürzt (2004), - 27. Januar 1945 (2005), - … plötzlicher Aufwind/Ikarus (2007), - Die Kinder der Raucherin (2007), - Tod ohne Abschied (2008), - Terra und ihr ungeliebtes Kind (2008), - Schutzengel. Am Tatort (2008), - Irritierte Schutzengel 2008 (2008), - Schutzengel. Danach (2008), |

Außerdem illustrierte und gestaltete Hegewald zahlreiche Bücher, darunter Der Fausthandschuh (1974), Peter Hacks’ Der Flohmarkt (1965) und Der Schuhu und die fliegende Prinzessin (1966), Bruno Apitz’ Esther (1988) und Holde-Barbara Ulrichs Komm zu mir. Es ist kalt.

### Publikationen
- Die Wächter sind stehengeblieben (Bildende Kunst 11/1979),
- Weibliche Kunst als authentischer Anteil von Wirklichkeitssicht (tendenzen 158/87),
- Musik und bildende Kunst (Katalogbeitrag 1985),
- Am Anfang war der Schrei – … (drehpunkt, Die Schweizer Literaturzeitschrift 70/88),
- Die Geschichte der DDR geht zu Ende. … (ND vom 23. Mai 1990),
- Frau K. Die zwei Arten zu erbleichen (Dietz Berlin 1993),
- Einigen ist ein Prozess der Kontradiktionen. „Wer über See geht, wechselt das Klima und nicht den Charakter.“ (Horaz). Rede aus Anlass des 56. Jahrestages der Deutschen Demokratischen Republik. In: ICARUS, Zeitschrift für soziale Theorie, Menschenrechte und Kultur, herausgeg. von der Gesellschaft zum Schutz von Bürgerrecht und Menschenwürde, Heft 1/2006,
- „Land – dreimal anderes. Erzählte Bilder“, Hörbuch, ARTE-MISIA-PRESS, 2008

## Auszeichnungen
Heidrun Hegewald erhielt für ihre Arbeiten zahlreiche Ehrungen und Auszeichnungen, darunter
- 1965 Auszeichnung für die Gestaltung des Buches Der Flohmarkt von Peter Hacks als eines der „Schönsten Bücher des Jahres 1965“ und 1966 für Der Schuhu und die fliegende Prinzessin.
- 1974 Förderpreis des Ministeriums für Kultur der DDR für die Gestaltung des Buches Der Fausthandschuh (Altberliner Verlag Lucie Groszer)
- 1976 Verdienter Aktivist der DDR,
- 1979 Kunstpreis der Stadt Berlin
- 1980 Max-Lingner-Preis
- 1983 Kunstpreis der DDR
- 1984 Vaterländischer Verdienstorden der DDR in Silber
- 1988 Kunstpreis des FDGB
- 1988 Auszeichnung für die Gestaltung des Buches Esther von Bruno Apitz als eines der Schönsten Bücher des Jahres 1988
- 1989 Nationalpreis der DDR

## Einzelausstellungen (Auswahl)
- 1980 Potsdam, Galerie im Bezirksmuseum; Halle, Staatliche Galerie Moritzburg;
- 1982 Berlin, TiP-Galerie im Palast der Republik;
- 1984 Frankfurt am Main, Galerie im Bunker (gemeinsam mit Nuria Quevedo);
- 1987 Berlin, Ausstellungszentrum am Fernsehturm;
- 1988 Berlin, Deutsches Theater;
- 1989 Weimar, Stadtmuseum, Kabinett am Goetheplatz;
- 1989/90 Gera, Kunstgalerie;
- 1990 Berlin, Das Verborgene Museum;
- 1991 Berlin, Kulturprojekt Zunge; Gotha, Galerie am Hauptmarkt;
- 1992 Berlin, Kulturprojekt Zunge; Ochtrup, Villa Weiner;
- 1993 Berlin, Club Spittelkolonnaden; Kulturprojekt Zunge;
- 1995 Berlin, Max-Delbrück-Centrum;
- 1998 Berlin, Frauenzentrum Paula Panke e.V.;
- 2000 Wernigerode, Galerie im Ersten Stock;
- 2001 Berlin, Gesellschaft zum Schutz von Bürgerrecht und Menschenwürde e.V. (GBM);
- 2002/03 Berlin, Karl-Liebknecht-Haus (gemeinsam mit Rolf Biebl);
- 2003 Berlin, Inselgalerie;
- 2004 Berlin, wellpappgalerie der Kulturbrauerei;
- 2006 Berlin, Gesellschaft zum Schutz von Bürgerrecht und Menschenwürde (GBM);
- 2007 Literaturforum im Brecht-Haus Berlin; Weimar, Galerie Hebecker,
- 2008 Berlin, Club Spittelkolonnaden

Ihre Werke sind unter anderem zu finden in der Akademie der Künste, Berlin, in der Kinder- und Jugendbuchabteilung der Staatsbibliothek zu Berlin, der Berlin-Brandenburgischen Akademie der Wissenschaften, der Charité Berlin, im Kunstarchiv Beeskow, in der Kunstsammlung Gera, in der Ludwig-Galerie Schloß Oberhausen, im Museum der bildenden Künste und im Neuen Gewandhaus in Leipzig, im Schlossmuseum und Galerie für moderne Kunst Gotha, in der Senatsverwaltung für Wissenschaft, Forschung und Kultur des Landes Berlin, in der Staatlichen Galerie Moritzburg Halle, im Landeskunstmuseum Sachsen-Anhalt, in den Staatlichen Museen zu Berlin – Stiftung Preußischer Kulturbesitz, im Staatlichen Museum Schwerin – Kunstsammlungen, in der Stiftung Stadtmuseum Berlin sowie in über 30 Privatsammlungen.